# Does It Make You Remember
"Does It Make You Remember" é uma canção da cantora e compositora americana Kim Carnes. Lançado como segundo single do álbum Voyeur.
O single alcançou a #36 posição na Billboard Hot 100 e a #38 na revista Cash Box.

## Listas de músicas e formatos
7" Single
- A   "Does It Make You Remember" (5:10)
- B   "Take It on the Chin" (4:30)